# Hemileccinum
Hemileccinum è un genere di funghi della famiglia Boletaceae.
Il genere è stato istituito nel 2008 da Josef Šutara per raggruppare specie con caratteristiche differenti dai Boletus, Leccinum e Xerocomus.
La validità di questo nuovo genere è stata confermata da evidenze sul DNA delle specie introdotte.

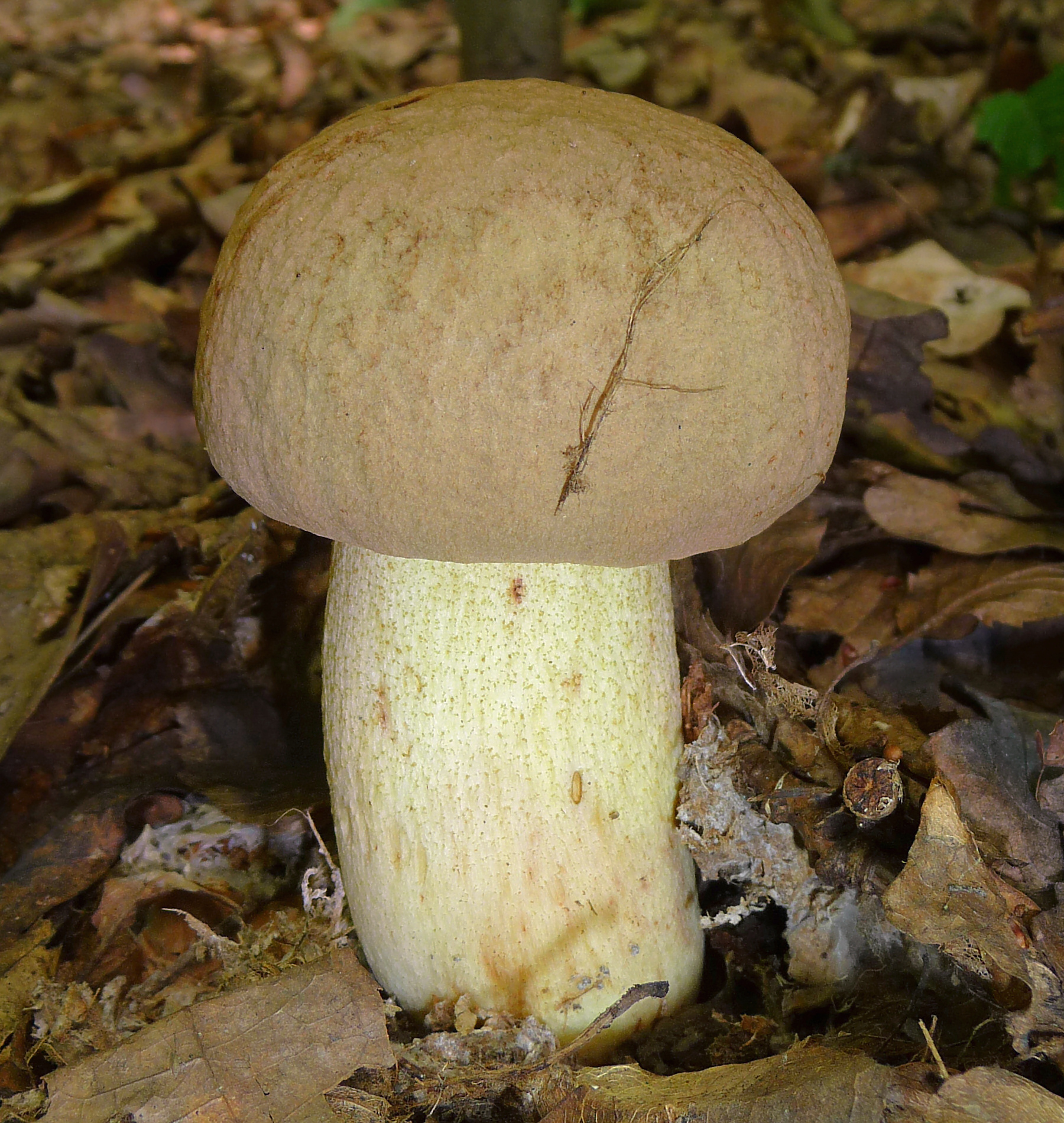
H. impolitum

## Ecologia
Le specie del genere hemileccinum formano ectomicorrize con alberi decidui, in particolare faggi, rovere, carpini e tigli.

## Specie di Hemileccinum
Elenco delle specie di Neoboletus più conosciute:
- Hemileccinum depilatum (Redeuilh) Šutara, 2008
- Hemileccinum floridanum J.A. Bolin, A.E. Bessette, A.R. Bessette, L.V. Kudzma, A. Farid & J.L. Frank, 2021
- Hemileccinum hortonii (A.H. Sm. & Thiers) M. Kuo & B. Ortiz, 2020
- Hemileccinum impolitum (Fr.) Šutara, 2008
- Hemileccinum rubropunctum (Peck) Halling & B. Ortiz, 2020
- Hemileccinum subglabripes (Peck) Halling, 2015